# Разностная схема
Разностная схема — это конечная система алгебраических уравнений, поставленная в соответствие какой-либо дифференциальной задаче, содержащей дифференциальное уравнение и дополнительные условия (например, краевые условия и/или начальное распределение). Таким образом, разностные схемы применяются для сведения дифференциальной задачи, имеющей континуальный характер, к конечной системе уравнений, численное решение которых принципиально возможно на вычислительных машинах. Алгебраические уравнения, поставленные в соответствие дифференциальному уравнению, получаются применением разностного метода, что отличает теорию разностных схем от других численных методов решения дифференциальных задач (например проекционных методов, таких как метод Галёркина).
Решение разностной схемы называется приближенным решением дифференциальной задачи.
Хотя формальное определение не накладывает существенных ограничений на вид алгебраических уравнений, но на практике имеет смысл рассматривать только те схемы, которые каким-либо образом отвечают дифференциальной задаче. Важными понятиями теории разностных схем являются понятия сходимости, аппроксимации, устойчивости, консервативности.

## Свойства разностных схем
Введем следующие обозначения:
{\displaystyle u(t)} - точное решение дифференциального уравнения.
{\displaystyle u_{h}(t)} - точное решение разностной схемы
{\displaystyle {\tilde {u}}_{h}(t)} - численное решение разностной схемы (с округлениями)
Тогда задача имеет следующую характеристику:
{\displaystyle \|u(t+\Delta t)-u(t)\|} - отвечает за обусловленность задачи (conditioning)
(Аналогом обусловленности для дифференциальных уравнений является устойчивость в смысле динамических систем, часто используется устойчивость по Ляпунову)
а численное решение имеет следующие характеристики:
{\displaystyle \|u_{h}(t)-u(t)\|} - отвечает за аппроксимацию разностной схемой задачи (consistency, de:Konsistenz_(Numerik))
{\displaystyle \|{\tilde {u}}_{h}(t)-u_{h}(t)\|} - отвечает за устойчивость разностной схемы при численном решении (stability)
{\displaystyle \|{\tilde {u}}_{h}(t)-u(t)\|} - отвечает за сходимость численного решения (к точному решению) (convergence)

### Аппроксимация
Говорят, что дифференциальный оператор {\displaystyle L(u)}, определённый на функциях {\displaystyle u}, заданных в области {\displaystyle D\subset \mathbb {R} ^{N}}, аппроксимируется на некотором классе функций {\displaystyle u\in U} конечно-разностным оператором {\displaystyle R_{h}(u_{h})}, определённым на функциях {\displaystyle u_{h}}, заданных на сетке, зависящей от шага {\displaystyle h}, если выполняется условие сходимости 
{\displaystyle ||L(u)-R_{h}(u_{h})||\to 0,\ \ h\to 0\ \ \ (\forall u\in U).}
Говорят, что аппроксимация имеет порядок точности {\displaystyle k}, если 
{\displaystyle ||L(u)-R_{h}(u_{h})||\leq h^{k}M,\ \ h\to 0\ \ \ (\forall u\in U),}
где {\displaystyle M} — константа, зависящая от конкретной функции {\displaystyle u\in U}, но не зависящая от шага  {\displaystyle h}. Норма, использованная выше, может быть различной, и понятие аппроксимации зависит от её выбора. Часто используется дискретный аналог нормы равномерной непрерывности: 
{\displaystyle ||u_{h}||=\max _{n}|u_{h}(x_{n})|,}
иногда используются дискретные аналоги интегральных норм.
Пример. Аппроксимация оператора {\displaystyle L(u)=u_{xx}} конечно-разностным оператором
{\displaystyle R_{h}(u_{h})(x_{i})={\frac {u_{i+1}-2u_{i}+u_{i-1}}{h^{2}}},\quad u_{i}=u(x_{i}),\quad x_{i+1}=x_{i}+h,}
на ограниченном интервале {\displaystyle D\subset \mathbb {R} } имеет второй порядок точности на классе гладких функций {\displaystyle U=C^{4}(D)}.
С помощью формулы Тейлора
{\displaystyle u_{n\pm 1}=u_{n}\pm hu_{x}(x_{n})+{\frac {h^{2}}{2}}u_{xx}(x_{n})\pm {\frac {h^{3}}{3!}}u_{xxx}(x_{n})+{\frac {h^{4}}{4!}}u_{xxxx}(x_{n}+\xi _{\pm }),\quad \xi _{\pm }\in (0,\pm h),}
получается оценка:
{\displaystyle {\bigl |}u_{xx}(x_{n})-R_{h}(u_{h})(x_{n}){\bigr |}={\frac {1}{h^{2}}}\,{\bigl |}u_{n+1}-2u_{n}+u_{n-1}-h^{2}u_{xx}(x_{n}){\bigr |}={\frac {h^{2}}{4!}}\,{\Bigl |}u_{xxxx}(x_{n}+\xi _{+})+u_{xxxx}(x_{n}+\xi _{-}){\Bigr |}\leq {\frac {h^{2}}{4!}}\,C,}
где константа 
{\displaystyle C=2\sup \limits _{x\in D}|u_{xxxx}(x)|<\infty .}
Конечно-разностная задача аппроксимирует дифференциальную задачу, и аппроксимация имеет порядок точности {\displaystyle k}, если и само дифференциальное уравнение, и граничные (и начальные) условия аппроксимируются соответствующими конечно-разностными операторами с порядком точности не ниже {\displaystyle k}.
Пример. Аппроксимация уравнения теплопроводности {\displaystyle u_{t}-u_{xx}=0} (разностная схема в частных производных) конечно-разностным уравнением 
{\displaystyle R_{h}(u_{h})=0}, где
{\displaystyle R_{h}(u_{h})(t_{m},x_{n})={\frac {u_{n}^{m+1}-u_{n}^{m}}{\Delta t}}-{\frac {u_{n+1}^{m}-2u_{n}^{m}+u_{n-1}^{m}}{h^{2}}},}
{\displaystyle u_{j}^{i}=u(t_{i},x_{j}),\quad t_{i+1}=t_{i}+\Delta t,\quad x_{j+1}=x_{j}+h,\quad \Delta t=\sigma h^{2},\quad \sigma =const>0,}
имеет второй порядок точности по координате и первый порядок точности по времени на классе {\displaystyle C^{4}}-гладких функций.

### Устойчивость
Условий аппроксимации недостаточно для того, чтобы результат разностной схемы приближался к точному ответу при h→0. В случае схем, коэффициенты которых не зависят от решения дифференциального уравнения, нужно выполнение условия устойчивости. Такие схемы можно представить как некоторый линейный оператор, который преобразует значения функции в момент t в значения функции в момент t+h. Условие устойчивости требует, чтобы собственные числа (вообще говоря комплексные) этого оператора не превосходили по модулю 1+ch, где с>0 — некоторая константа, при h→0. Если это условие не выполнено, то погрешности схемы быстро возрастают и результат тем хуже, чем меньше шаг. 

### Сходимость
Под сходимостью численного решения понимают его сходимость к точному решению при уменьшении шага сетки h.
{\displaystyle \lim _{h\to 0+}\|{\tilde {y}}_{h}(t)-y(t_{n})\|=0.} (В смысле сеточной нормы)
Если выполнены как условие аппроксимации, так и условие устойчивости, то результат разностной схемы сходится к решению дифференциального уравнения (теорема Филиппова-Рябенького).
В зарубежной литературе эта теорема получила называние "теорема об эквивалентности Лакса (en)".

### Условие Куранта
Условие Куранта, или Критерий Куранта — Фридрихса — Леви (CFL) — скорость распространения возмущений в разностной задаче не должна быть меньше, чем в дифференциальной. Если это условие не выполнено, то результат разностной схемы может не стремиться к решению дифференциального уравнения. Другими словами, за один шаг по времени частица не должна «пробегать» более одной ячейки.
В случае схем, коэффициенты которых не зависят от решения дифференциального уравнения, условие Куранта следует из устойчивости.
Для гиперболических систем уравнений это условие часто имеет вид
{\displaystyle \tau \leq \min \left({\frac {h}{|\lambda |_{max}}}\right)}
({\displaystyle \tau } — шаг по времени, {\displaystyle h} — шаг пространственной сетки, {\displaystyle |\lambda |_{max}} — максимальное по модулю собственное значение в точке. Минимум берется по всем точкам сетки.)

## Классификация схем

### Явные схемы
Явные схемы вычисляют значение сеточной функции через данные соседних точек. Пример явной схемы для дифференцирования: {\displaystyle f'(x)={\frac {f(x+h)-f(x-h)}{2h}}} (2-й порядок аппроксимации). Явные схемы часто оказываются неустойчивыми.
Согласно теореме Годунова среди линейных разностных схем для уравнения переноса с порядком аппроксимации выше первого нет монотонных.

### Неявные схемы
Неявные схемы используют уравнения, которые выражают данные через несколько соседних точек результата. Для нахождения результата решается система линейных уравнений. Пример неявной схемы для уравнения струны: {\displaystyle f(x,t+h)-2f(x,t)+f(x,t-h)=f(x+h,t+h)-2f(x,t+h)+f(x-h,t+h)}. Неявные схемы обычно являются устойчивыми.

### Полунеявные схемы
На одних шагах применяется явная схема, на других — неявная (как правило, эти шаги чередуются). 
 Пример — Схема Кранка-Никольсо́на, когда решение берется в виде среднего от явной и неявной схемы решения для повышения точности

### Компактные схемы
Компактные схемы используют уравнения, которые связывают значения результата в нескольких соседних точках с значениями данных в нескольких соседних точках. Это позволяет повысить порядок аппроксимации. Пример компактной схемы для дифференцирования: {\displaystyle {\frac {1}{6}}f'(x-h)+{\frac {2}{3}}f'(x)+{\frac {1}{6}}f'(x+h)={\frac {f(x+h)-f(x-h)}{2h}}} (4-й порядок аппроксимации).

### Консервативные схемы
Когда разностная схема удовлетворяет тем же интегральным соотношениям (например, сохранению энергии, энтропии), что и первоначальное дифференциальное уравнение, то говорят о свойстве консервативности. Консервативные схемы обычно представляются в дивергентном виде.
Примеры консервативных схем гидродинамики — схема Самарского, метод крупных частиц Белоцерковского.

### Схемы на смещенных сетках
В этих схемах сетки, на которых задан результат, и данные смещены относительно друг друга. Например, точки результата находятся посередине между точками данных. В некоторых случаях это позволяет использовать более простые граничные условия.